# Vraagverlegenheid
Vraagverlegenheid is een begrip afkomstig uit het maatschappelijk werk. Het houdt in dat sommige mensen wel een bepaalde vorm van hulp nodig hebben, maar daarvoor geen vrienden, buren of familie kunnen of willen aanspreken. Vanuit verschillende wetenschappelijke disciplines is er aandacht voor dit fenomeen.

## Hulp vragen
Mensen hebben andere mensen nodig, dat kan zijn voor een boodschap, een klusje en of alleen maar een praatje. Het is niet voor iedereen vanzelfsprekend om een medemens hiervoor te benaderen. Socioloog Lilian Linders bedacht hiervoor in 2010 de term vraagverlegenheid.
Gedurende de coronacrisis bleek  dat veel mensen bereid zijn hulp te bieden aan kwetsbaren in de samenleving. Het aantal aanbieders van hulp was groter dan dat van hulpvragers. Uit een onderzoek van het Rode Kruis kwam naar voren dat in Nederland veel mensen schromen hulp te vragen. Als het gaat om boodschappen halen twijfelt veertig procent van de bevraagden eraan of ze daarvoor een beroep op een ander zullen doen. Van de 70-plussers was slechts negen procent bereid iemand die ze niet kennen te benaderen met een hulpvraag. Bekenden vragen om hulp is minder een probleem. Uit het onderzoek blijkt dat 75 procent het geen punt vindt een beroep te doen op het eigen sociale netwerk.
Vraagverlegenheid heeft onder andere te maken met het verlangen naar eigen regie en autonomie. Veel ouderen houden zich sterk voor de buitenwereld uit angst zielig gevonden te worden. Bovendien benadrukt de overheid de noodzaak zelfredzaam te zijn.
Wederkerigheid is een belangrijk aspect van hulp. In veel situaties voelt het comfortabeler hulp te geven dan te ontvangen. Wanneer de vrager de mogelijkheid krijgt een wederdienst te bewijzen is om hulp vragen gemakkelijker.

## Buurthulp
Welzijnsorganisaties die ernaar streven kwetsbare mensen zoveel mogelijk hun zelfstandigheid te laten behouden worden in toenemende mate geconfronteerd met vraagverlegenheid. Ouderen geven er de voorkeur aan hulp en zorg te vermijden, zo lang ze nog in staat zijn zelf hierin te voorzien. Bij een onderverdeling van ouderen tussen hoogbejaarden (75-plussers) en jongbejaarden (75-minners), wil vooral de laatste groep (de jongere ouderen) niet meer 'oud' genoemd worden.
Welzijnswerkers ontdekken pas de werkelijke hulpbehoefte, wanneer zij een vertrouwensrelatie met de doelgroep hebben opgebouwd. Pas dan komen de werkelijke verlangens, behoeftes en verdriet naar boven. Uit diverse rapporten blijkt dat de meest kwetsbare groepen vaak alleen maar hulp van echte bekenden willen ontvangen. Nabijheid, zowel fysiek als psychisch, is het sleutelwoord. Problemen met geldzaken, incontinentie, of  andere ongemakken vertrouwt men niet iedereen toe. Ook niet altijd aan de eigen kinderen.
Bij toenemende vergrijzing zullen steeds meer mensen hulp en zorg nodig hebben. De vraag is of mensen instaat zijn te accepteren dat hulpvragen 'normaal' is. Voorwaarde lijkt te zijn dat zij zelf de regie houden en zelf hun zaken kunnen regelen. Het welzijnswerk zou er alleen moeten zijn voor mensen met een complexe problematiek. Het kenniscentrum voor sociale zaken Movisie doet aanbevelingen voor onderlinge hulp op buurt- en wijkniveau.
Onderlinge hulp en dienstverlening op buurtniveau gaan uit van betrokkenheid bij elkaar. Vroeger was het op het platteland normaal om elkaar bij te staan. Anno 2020 zou het stichten van een vereniging of coöperatie waarbij buurtbewoners zich kunnen aansluiten meer passend kunnen zijn. Een (beperkte) financiële vergoeding per geleverde dienst zou raadzaam zijn. Welke hulp ook geboden wordt, het moet vanaf het begin duidelijk zijn dat deze tijdelijk is.